# MY LIFE愛
《MY LIFE愛》는 대한민국의 가수 비의 두 번째 EP다. 2017년 12월 1일 레인 컴퍼니가 발매하고 지니뮤직에서 배급하였다. 2010년 《Back To The Basic》 이후 7년 만의 EP이며, 2017년 1월 싱글 〈최고의 선물〉 이후 첫 발매다.
대부분의 JYP 엔터테인먼트 이후 발매와 마찬가지로 비는 브랜뉴뮤직의 프로듀서 태완(비의 히트곡 〈Rainism〉, 동료 《더 유닛》의 멘토 조현아, 래퍼 길의 도움을 받아 음반 제작의 모든 측면에 관여했다.
이 음반에는 타이틀곡 〈깡〉과 조현아와의 사전 발매 트랙 〈오늘 헤어져〉 등 총 10곡이 수록돼 있다.

## 배경
2015년 9월 7일 비는 자신의 페이스북을 통해 자신과 CEO가 큐브 엔터테인먼트와의 재계약을 하지 않기로 상호 결정했다고 발표했다. 2015년 10월 11일, 큐브와 이별한 후, 그는 공식 홈페이지를 통해 자신의 오랜 매니저와 다른 연예계 인사들의 도움으로 자신만의 1인 기획사를 만들었다고 발표했다. 회사 설립 후, 그는 동남아시아 횡단 트레킹이라는 제목의 월드 투어에 착수했다.
2016년부터 비와 그의 매니지먼트 회사인 레인 컴퍼니를 설립한 후, 바쁜 투어 일정과 촬영 일정 사이에서 그의 컴백은 여러 차례 미뤄졌다. 2016년 12월, 2017년 1월 15일, 싸이가 프로듀싱한 싱글 〈최고의 선물〉의 발매와 함께 복귀한다고 발표되었다. 그 트랙은 가온 차트에서 5위로 정점을 찍었다. 이 싱글의 발매와 함께 비는 버라이어티 쇼인 《아는 형님》과 《냉장고를 부탁해》에 출연했다.
몇 달간의 추측 끝에, 비는 샤이니의 태민, 솔로 가수 현아, 래퍼 산이, 가수 겸 진행자 황치열, 어반자카파의 보컬리스트 조현아와 함께 아이돌 서바이벌 프로그램 《더 유닛》의 멘토이자 진행자로 확정되었다.
비는 브랜뉴뮤직 프로듀서 태완(비의 히트곡 〈Rainism〉과 어반자카파의 조현아, 전 리쌍 멤버 길과 함께 작업하면서 작사, 작곡, 편곡, 제작 등 음반의 모든 측면을 담당했다.

## 발매
11월 7일, 비는 12월 1일 새로운 미니 앨범 《MY LIFE愛》를 가지고 돌아올 것이라고 발표되었다. 앨범 발표 이후, 다양한 디지털 음악 포털과 국내외 음악 소매점들의 링크는 앨범 선주문을 위해 개방되기 시작했다.
《MY LIFE愛》는 2017년 12월 1일 디지털로 출시되었다.

## 〈깡〉
지난 11월 27일, 레인 컴퍼니가 타이틀곡 티저 이미지를 공개했다. 이후 비는 비디오 티저와 함께 이 싱글의 이미지를 공개했다. 〈오늘 헤어져〉가 전통적인 듀엣 발라드에 가까웠던 곳, 〈깡〉은 "비가 자신의 뛰어난 춤 실력과 무대 존재감을 보여줄 또 다른 기회를 줄 강력한 댄스곡"으로 묘사된다. 몇 시간 뒤 미니 앨범과 같은 날 풀 영상이 공개되면서, 풀 비디오 티저가 공개됐다. 영상에서 비는 그와 그의 댄서들이 버려진 창고, 활기차고 밝은 페어그라운드, 화려한 볼링장, 햇볕에 흠뻑 젖은 버려진 조선소에서 공연을 하는 동안 강렬하고 부드러운 안무의 전환을 보여주고 있다. 이 앨범의 발매와 함께 비는 일련의 특별한 클립을 발표했다.

## 수록곡
| #            | 제목                                         | 작사           | 작곡         | 재생 시간 |
| ------------ | -------------------------------------------- | -------------- | ------------ | --------- |
| 1.           | 〈오늘 헤어져〉 (Feat. 조현아 of 어반자카파) | 정지훈, 조현아 | 조현아       | 3:37      |
| 2.           | 〈입에 달아〉                                | 태완           | 타키         | 3:20      |
| 3.           | 〈다시〉                                     | 정지훈, 태완   | 정지훈, 태완 | 3:45      |
| 4.           | 〈Sunshine〉                                 | 정지훈         | 정지훈, 태완 | 3:21      |
| 5.           | 〈깡〉                                       | 길, LTAK       | 길           | 3:08      |
| 6.           | 〈입에 달아〉 (Inst.)                        |                |              | 3:47      |
| 7.           | 〈깡〉 (Inst.)                               |                |              | 3:08      |
| 8.           | 〈다시〉 (Inst.)                             |                |              | 3:22      |
| 총 재생 시간 | 총 재생 시간                                 | 총 재생 시간   | 총 재생 시간 | 23:00     |